# FNN AKTニュース
『FNN AKTニュース』（エフエヌエヌエイケイティーニュース）は、秋田テレビで放送されている、フジテレビ『FNNニュース』の秋田県ローカルニュース番組である。
2023年現在、フジテレビが『産経テレニュースFNN』名義を廃止したため多くの地方局は年末年始用の素材で「FNNニュース」に変更されたがAKTは現在でもこのタイトルで放送中。

## 放送時間（2016年4月から）
毎週日曜
- 6:00 - 6:15 （JST）[3]

### 過去の放送時間
- 日曜日の20:54 - 21:00にも放送されていたが、タイトル差し替えが無くなって『FNNニュース・明日の天気』に改められ、現在の『THE NEWSα Pick』に至る。
- 日曜日は11:50 - 12:00にも放送されていたが、『FNNスピークWeekend』開始により2016年3月27日を以て終了した。
- 平日午後・土曜昼に『サンケイテレニュースFNN』を行っていた時期もこのタイトルだった。
- 一方、現在の朝枠の流れを汲む週末の朝は『FNNテレビ朝刊（→FNNニュース）』という改題であった。また、1981年4月 - 1987年3月のテレビ朝日系とのクロスネット時代も7時から開始の『ANNニュースセブン』と7:15開始の『サンケイテレニュースFNN』という時間ズレに伴い連続放送をし、ローカルニュースは7:25からAKT県内ニュースとして処理。
- 『テレポートあきた→スーパータイムあきた』時代の週末夕方のニュースは全国枠を『FNNニュースレポート5:30→FNNスーパータイム』、ローカル枠を『AKTニュース・お天気ダイアリー』[4]として放送された。